# 마음의 플래카드
〈마음의 플래카드〉(心のプラカード 코코로노 프라카도[*])는 AKB48의 37번째 싱글이다.

## 개요
전작 〈래브라도 리트리버〉로부터 약 3개월 만의 싱글이다.
표제곡 〈마음의 플래카드〉는 2014년 6월 7일에 개표 결과가 발표된 《AKB48 37th 싱글 선발 총선거》의 1위부터 16위까지의 멤버가 노래한다. 또, 17위부터 80위에 선정된 멤버도 커플링 곡으로 수록되는 곡에 각각 언더 걸즈, 넥스트 걸즈, 퓨처 걸즈, 업커밍 걸즈로서 참가한다.
캐치프레이즈는, 〈눈치채줘, 플래카드!〉.

## 수록곡

### Type-A
자켓 사진 (표지):카시와기 유키·시바타 아야·시마자키 하루카·타카하시 미나미·마츠이 레나·미야와키 사쿠라·요코야마 유이·와타나베 마유
CD
1. 心のプラカード / 마음의 플래카드
(작사: 아키모토 야스시 / 작곡: 이타가키 유스케 / 편곡: 무토 세이지)
2. 誰かが投げたボール / 누군가가 던진 볼 - 언더 걸즈
(작사: 아키모토 야스시 / 작곡: 카타기리 슈타로 / 편곡: 시마자키 타카미츠)
3. ひと夏の反抗期 / 어느 여름날의 반항기 - 넥스트 걸즈
(작사: 아키모토 야스시 / 작곡: 이즈미 카즈야 / 편곡: 사사키 유)
4. 心のプラカード short ver.
5. 心のプラカード off vocal ver.
6. 誰かが投げたボール off vocal ver.
7. ひと夏の反抗期 off vocal ver.

DVD
1. 心のプラカード MUSIC VIDEO
2. 心のプラカード 안무 영상 Type A
3. 誰かが投げたボール MUSIC VIDEO
4. ひと夏の反抗期 MUSIC VIDEO

### Type-B
자켓 사진 (표지):이코마 리나·카와에이 리나·코지마 하루나·사시하라 리노·스다 아카리·마츠이 쥬리나·미야자와 사에·야마모토 사야카
CD
1. 心のプラカード / 마음의 플래카드
2. 誰かが投げたボール / 누군가가 던진 볼 - 언더 걸즈
3. 性格が悪い女の子 / 성격이 나쁜 여자 아이 - 퓨처 걸즈
(작사: 아키모토 야스시 / 작곡·편곡: 이타가키 유스케)
4. 心のプラカード short ver.
5. 心のプラカード off vocal ver.
6. 誰かが投げたボール off vocal ver.
7. 性格が悪い女の子 off vocal ver.

DVD
1. 心のプラカード MUSIC VIDEO
2. 心のプラカード 안무 영상 Type B
3. 誰かが投げたボール MUSIC VIDEO
4. 性格が悪い女の子 MUSIC VIDEO

### Type-C
자켓 사진 (표지):카시와기 유키·사시하라 리노·와타나베 마유
1. 心のプラカード / 마음의 플래카드
2. 誰かが投げたボール / 누군가가 던진 볼 - 언더 걸즈
3. チューインガムの味がなくなるまで / 추잉검의 맛이 없어질 때까지 - 업커밍 걸즈
(작사: 아키모토 야스시 / 작곡: 후지노 타카후미 / 편곡: 와카타베 마코토)
4. 心のプラカード short ver.
5. 心のプラカード off vocal ver.
6. 誰かが投げたボール off vocal ver.
7. チューインガムの味がなくなるまで off vocal ver.

DVD
1. 心のプラカード MUSIC VIDEO
2. 心のプラカード 안무 영상 Type C
3. 誰かが投げたボール MUSIC VIDEO
4. チューインガムの味がなくなるまで MUSIC VIDEO

### Type-D
자켓 사진 (표지):와타나베 마유
CD
1. 心のプラカード / 마음의 플래카드
2. セーラーゾンビ / 세일러 좀비 - 밀크 플래니트
(작사: 아키모토 야스시 / 작곡·편곡: 이노우에 요시마사)
3. 教えてMommy / 가르쳐줘 Mommy
(작사: 아키모토 야스시 / 작곡: 이노우에 토모노리 / 편곡: 이노우에 토모노리, 쿠시타 마인)
4. 心のプラカード short ver.
5. 心のプラカード off vocal ver.
6. セーラーゾンビ off vocal ver.
7. 教えてMommy off vocal ver.

DVD
1. 心のプラカード MUSIC VIDEO
2. 心のプラカード 안무 영상 Type D
3. セーラーゾンビ MUSIC VIDEO
4. 教えてMommy MUSIC VIDEO

### 극장반
자켓 사진 (표지):〈마음의 플래카드〉 선발 멤버 16명
CD
1. 心のプラカード / 마음의 플래카드
2. 誰かが投げたボール / 누군가가 던진 볼 - 언더 걸즈
3. 47の素敵な街へ / 47의 멋진 거리에 - Team 8
(작사: 아키모토 야스시 / 작곡: Sungho / 편곡: 노나카 “마사” 유이치)
4. 心のプラカード short ver.
5. 心のプラカード off vocal ver.
6. 誰かが投げたボール off vocal ver.
7. 47の素敵な街へ off vocal ver.

## 선발 멤버

### 마음의 플래카드
(센터:와타나베 마유)
- 이코마 리나, 카시와기 유키, 카와에이 리나, 코지마 하루나, 사시하라 리노, 시바타 아야, 시마자키 하루카, 스다 아카리, 타카하시 미나미, 마츠이 쥬리나, 마츠이 레나, 미야와키 사쿠라, 미야자와 사에, 야마모토 사야카, 요코야마 유이, 와타나베 마유

### 누군가가 던진 볼
〈언더 걸즈〉 명의
(센터:마츠무라 카오리)
- 이리야마 안나, 오오야 마사나, 카토 레나, 키자키 유리아, 키타하라 리에, 코다마 하루카, 타카하시 쥬리, 타카죠 아키, 타카야나기 아카네, 토모나가 미오, 마츠무라 카오리, 미네기시 미나미, 무토 토무, 모리야스 마도카, 야마다 나나, 와타나베 미유키

### 어느 여름날의 반항기
〈넥스트 걸즈〉 명의
(센터:후지에 레이나)
- 아나이 치히로, 이소하라 쿄카, 이와나가 츠구미, 우메다 아야카, 오오타 아이카, 키노시타 유키코, 코지마 마코, 사사키 유카리, 시로마 미루, 타시마 메루, 타노 유카, 후지에 레이나, 후타무라 하루카, 후루카와 아이리, 모토무라 아오이, 야구라 후코

### 성격이 나쁜 여자 아이
〈퓨처 걸즈〉 명의
(센터:이와사 미사키)
- 이시다 하루카, 이치카와 미오리, 이와사 미사키, 우치야마 나츠키, 오카다 나나, 오오바 미나, 키모토 카논, 쿠라모치 아스카, 코타니 리호, 사카구치 리코, 죠니시 케이, 마츠오카 나츠미, 니시노 미키, 후루하타 나오, 야부시타 슈, 야마다 미즈호

### 추잉검의 맛이 없어질 때까지
〈업커밍 걸즈〉 명의
(센터:나가오 마리야)
- 아비루 리호, 이와타테 사호, 우메모토 마도카, 오가사와라 마유, 오오시마 료카, 코마다 히로카, 코바야시 아미, 사이토 마키코, 타나베 미쿠, 나가오 마리야, 마에다 아미, 미야자키 미호, 무라시게 안나, 야카타 미키, 야마우치 스즈란, 요시다 아카리

### 세일러 좀비
〈밀크 플래니트〉 명의
(센터:와타나베 마유)
- 이와타 카렌, 요코야마 유이, 와타나베 마유

### 가르쳐줘 Mommy
(센터:츠카모토 마리코)
- 오오와다 나나, 카와에이 리나, 코지마 마코, 시마자키 하루카, 츠카모토 마리코, 와타나베 마유

## 발매일
| 국가     | 날짜             | 포맷                    | 레이블                           |
| -------- | ---------------- | ----------------------- | -------------------------------- |
| 일본     | 2014년 8월 27일  | CD+DVD, CD, 디지털 음원 | You, Be Cool!                    |
| 대한민국 | 2018년 11월 30일 | 디지털 음원             | 지니 뮤직, 스톤뮤직 엔터테인먼트 |